# فرار به آتن
فرار به آتن (به انگلیسی: Escape to Athena) یک فیلم سینمایی جنگی، کمدی و ماجراجویانه بریتانیایی به کارگردانی جرج پی کوزماتوس با بازی راجر مور، تلی ساوالاس، دیوید نیون، استفانی پاورز، کلودیا کاردیناله، ریچارد راوندتری، سانی بونو و الیوت گولد محصول سال ۱۹۷۹ است. این فیلم در جریان جنگ جهانی دوم در یک جزیره یونانی تحت اشغال آلمان جریان دارد. موسیقی ساخته شده توسط لالو شیفرین می‌باشد. این فیلم در مکانی در جزیره رودس فیلمبرداری شده‌است.

## خلاصه داستان
در خلال جنگ جهانی دوم، اسرای یک اردوگاه آلمانی واقع در یونان اقدام به فرار می‌کنند. آنها نه تنها آزادی خود را می‌خواهند، بلکه در تلاش برای رسیدن به گنجی نهفته در قله کوه جزیره نیز هستند.
داستان دوم:
در سال ۱۹۴۴، زندانیان متفقین در یک اردوگاه اسیر در جزیره یونانی که نامی از آنها برده نشده، مجبور به کاوش آثار باستانی می‌شوند. سرلشکر اردوگاه، سرگرد اوتو هخت، پیش فروشنده عتیقه جات در اتریش، برخی از قطعات ارزشمند را برای خواهرش که در سوئیس زندگی می‌کند، ارسال می‌کند. با این حال زندانیان کشف کرده‌اند که پس از اتمام یافته‌ها، آنها به اردوگاه‌های دیگر اعزام می‌شوند، بنابراین آنها ترتیب می‌دهند تا «کشف» قطعات مشابه را ادامه دهند. در حالی که، فرمانده یگان ویژه نازی اس‌اس در شهر مجاور، اعدام‌های غیر مجازاتی غیرنظامیان به طرز وحشیانه‌ای را اجرا می‌کند.

## تولید
فیلمبرداری در یونان در ۲۱ فوریه ۱۹۷۸ آغاز شد. قسمت عمده فیلم در جزیره رودس فیلمبرداری شده‌است.
جک وینر تهیه‌کننده در حین فیلمبرداری گفت که هزینه این فیلم ۱۰ میلیون دلار بوده و برای جبران هزینه‌های آن باید ۳۰ میلیون دلار در گیشه فروش داشته باشد.